# 断面一次モーメント
断面一次モーメント（だんめんいちじモーメント）とは、はり部材などの断面の性質を表すパラメータの一つである。断面 A がx-y平面上にあるとき、x軸およびy軸に関する断面一次モーメント Sx, Sy は以下の式で表される。
{\displaystyle S_{x}:=\int _{A}y\,dA}
{\displaystyle S_{y}:=\int _{A}x\,dA}
また、断面一次モーメントを断面積で割った
{\displaystyle {\bar {x}}:={\frac {S_{y}}{A}},\quad {\bar {y}}:={\frac {S_{x}}{A}}}
で与えられる点 {\displaystyle ({\bar {x}},{\bar {y}})} は図心と呼ばれる。図心は、その点を通る任意の軸に対する断面一次モーメントが0になる点であり、断面形状を平面図形ととらえたときの重心という意味を持つ。部材の各断面の図心を長さ方向に連ねてできる線は材軸と呼ばれる。